# Црква Свете Марије (Јајце)
Црква Свете Марије (претворена у џамију Фетхија) са звоником Светог Луке налази се у Јајцу. Комисија за очување националних споменика, на својој седници одржаној од 21. јануара 2003. године, одлучила је да прогласи архитектонску целину националним спомеником Босне и Херцеговине.

## Локација
Црква Свете Марије (претворена у Фетхију, тј. џамију султана Сулејмана, 1528. године) са кулом Светог Луке, налази се у историјском језгру Јајца, у подножју цитаделе, југозападно од ње.

## Историја
У првој половини 15. века, када је Јајце унапређено у престоницу Босанског краљевства, старија романичка црква из 12. или 13. века је адаптирана у готском стилу. Након удаје за босанског престолонаследника Стјепана Томашевића 1. априла 1459. године, Јелена Бранковић, ћерка српског деспота Лазара Бранковића, донела је као мираз мошти Светог Луке Јеванђелисте, које је деспот Ђурађ Бранковић купио од османског султана 1453. године за 30.000 дуката. У новембру 1461. године, у овој цркви је одржано крунисање последњег босанског краља, Стјепана Томашевића, према папским легатима.
Током Османског царства, 1528. године црква је претворена у џамију. Џамија је неколико пута изгорела у пожарима, а најтеже је оштећена у пожару 1658. године, док у последњем пожару 1832. године, од зграде су остали само зидови и од тада се не користи.

## Опис
Археолошким истраживањима 1961. године пронађени су фрагменти камене пластике који показују чисто готичке и делимично ренесансне облике. Црква је била уметнички богато опремљена и украшена. Фреске из цркве Свете Марије у Јајцу, настале у првој половини 15. века, стилски су припадале западном касноготичком кругу. Сачуване су само у фрагментима приземних зона на северним и нешто касније осликаним јужним зидовима цркве. Читав северни зид био је прекривен композицијом „Страшни суд“, што је уобичајена готска композиција заступљена у првој половини 15. века у Европи. Трагови михраба, минбара и греда које су носиле под махфила видљиви су на унутрашњем делу зидова зграде. Унутрашњост џамије била је украшена полихромно.
Радови на санацији надземног дела куле изведени су два пута, први пут у периоду од 1985. до 1986. и током 2001. године. Каменорезачки конзерваторско-рестаураторски радови на санацији оштећених венца, стубова са базама и капителима, као и других површинских оштећења камена, изведени су 1987. године.

## Литераутра
- Ђоко Мазалић, Стари град Јајце, Гласник Земаљског музеја, Сарајево, 1952.
- Ђуро Баслер, Мајстори и радионице клесарства у средњовековном Јајцу, Збирка музеја Крајине, Сепарат, 1962.
- Здравко Кајмаковић, Зидно сликарство у Босни и Херцеговини, „Веселин Маслеша“, Сарајево, 1971.
- Јурај Кујунџић, Средњовјековне цркве у Јајцу, Добри пастир, Св. И-ИВ, година КСКСИ-КСКСИИ, Сарајево, 1972.